# Fear the Walking Dead
Fear The Walking Dead là một series phim truyền hình Mỹ về đại dịch xác sống, được coi là Spin off hay "bộ phim anh em" của series The Walking Dead cùng đài AMC. Fear The Walking Dead lấy bối cảnh cùng thế giới với The Walking Dead nhưng thời gian là khi dịch bệnh mới bắt đầu bùng phát. Các nhà sản xuất chính của phim đều là những gương mặt quen thuộc từ series chính: Robert Kirkman, Greg Nicotero, Gale Anne Hurd và David Alpert. Vai trò chỉ đạo sản xuất chính, tức showrunner của phim được nắm giữ bởi Dave Erickson trong ba phần đầu tiên và sau đó được thay thế bởi Andrew Chambliss & Ian Goldberg.
Phần đầu tiên của series với 6 tập phim được lên sóng vào mỗi ngày Chủ Nhật bắt đầu từ ngày 23 tháng 8 năm 2015. Tập đầu tiên của Fear The Walking Dead đã thu về lượng người xem là 10.13 triệu tại Mỹ, trong đó có 6.3 triệu khán giả nằm trong độ tuổi từ 18 tới 49, trở thành tập mở đầu cho một series phim truyền hình có lượng người xem cao nhất trong lịch sử truyền hình cáp.
Ngày 31 tháng 7 năm 2015, AMC thông báo rằng nhà đài đã đặt hàng mùa phim thứ hai của Fear The Walking Dead. Với 15 tập, Phần 2 này bắt đầu được chia thành hai nửa tương tự như The Walking Dead, với nửa đầu (7 tập) lên sóng hàng tuần từ ngày 10 tháng 4 năm 2016, và nửa sau (8 tập) được công chiếu từ 21 tháng 8 năm 2016.
Ngày 15 tháng 4 năm 2016, cũng giống như năm trước đó, AMC xác nhận sẽ thực hiện Phần 3 từ trước khi mùa phim mới quay lại. Phần này bắt đầu lên sóng hàng tuần kể từ ngày 4 tháng 6 năm 2017.
Phần 4 của Fear The Walking Dead được nhà đài xác nhận sẽ thực hiện vào ngày 14 tháng 4 năm 2017. Đây là mùa đánh dấu bước ngoặt lớn cho phim bằng sự kiện crossover (giao tuyến truyện) với series chính The Walking Dead. Ngày 27 tháng 11 năm 2017, AMC thông báo rằng Morgan Jones sẽ là nhân vật từ The Walking Dead xuất hiện trong Fear The Walking Dead. Bối cảnh trong Phần 4 này cũng có thay đổi lớn, với việc đưa nhóm nhân vật tới một vùng đất mới cách rất xa các địa điểm trong Phần 3, và mốc thời gian sẽ được đặt sau khi Phần 8 của The Walking Dead kết thúc, chấm dứt quá trình kể về thời kỳ đầu đại dịch trong 3 mùa trước đó.

## Giới thiệu nội dung phim
Lấy bối cảnh trong cùng một thế giới với The Walking Dead, Fear The Walking Dead sẽ là bộ phim giúp khán giả có cái nhìn gần hơn với thời kỳ đầu khi dịch bệnh mới bùng phát thông qua yếu tố "gia đình". Giữa lòng Los Angeles, thành phố mà nhiều con người đến đây để che giấu những bí mật và chôn vùi quá khứ của mình, một căn bệnh bí ẩn âm thầm bùng phát. Cuộc sống vốn đã chứa đầy những rối ren của vị cố vấn học tập Madison Clark và giáo viên văn học Travis Manawa nay đứng trước sự xáo trộn lớn. Áp lực về gia đình và con cái riêng của mỗi người nay phải nhường chỗ cho mối lo ngại về sự sụp đổ của xã hội loài người. Các thành viên trong mỗi gia đình giờ đây phải đứng trước những sự lựa chọn, hoặc là thay đổi bản thân để thích nghi với một thế giới mới, hoặc là tiếp tục chìm đắm trong quá khứ tăm tối của họ.

## Tập phim
Mùa phim đầu tiên bao gồm sáu tập phim. Mùa phim thứ hai bao gồm 15 tập và được công chiếu vào ngày 10 tháng 4 năm 2016. Vào ngày 15 tháng 4 năm 2016, AMC đã công bố bộ phim đã được gia hạn thêm mùa phim thứ ba gồm 16 tập và được công chiếu vào ngày 4 tháng 6 năm 2017. Vào tháng 4 năm 2017, AMC nới rộng bộ phim cho mùa phim thứ tư gồm 16 tập và cho biết rằng Andrew Chambliss và Ian Goldberg sẽ thay thế Dave Erickson trở thành đạo diễn chính cho mùa phim. Mùa phim thứ tư được công chiếu vào ngày 15 tháng 4 năm 2018.
| Mùa | Mùa | Số tập | Số tập | Phát sóng gốc            | Phát sóng gốc             |
| Mùa | Mùa | Số tập | Số tập | Phát sóng lần đầu        | Phát sóng lần cuối        |
| --- | --- | ------ | ------ | ------------------------ | ------------------------- |
|     | 1   | 6      | 6      | Ngày 23 tháng 8 năm 2015 | Ngày 4 tháng 10 năm 2015  |
|     | 2   | 15     | 15     | Ngày 10 tháng 4 năm 2016 | Ngày 2 tháng 10 năm 2016  |
|     | 3   | 16     | 16     | Ngày 4 tháng 6 năm 2017  | Ngày 15 tháng 10 năm 2017 |
|     | 4   | 16     | 16     | Ngày 15 tháng 4 năm 2018 | TBA                       |

### Phần 1
|    | Tên tập              | Biên kịch                    | Đạo diễn        | Ngày lên sóng | Lượng người xem (Mỹ) |
| -- | -------------------- | ---------------------------- | --------------- | ------------- | -------------------- |
| 1. | Pilot                | Dave Erickson Robert Kirkman | Adam Davidson   | 23/8/2015     | 10.13 triệu          |
| 2. | So Close, Yet So Far | Marco Ramirez                | Adam Davidson   | 30/8/2015     | 8.18 triệu           |
| 3. | The Dog              | Jack LoGiudice               | Adam Davidson   | 13/9/2015     | 7.19 triệu           |
| 4. | Not Fade Away        | Meaghan Oppenheimer          | Kari Skogland   | 20/9/2015     | 6.62 triệu           |
| 5. | Cobalt               | David Wiener                 | Kari Skogland   | 27/9/2015     | 6.65 triệu           |
| 6. | The Good Man         | Dave Erickson Robert Kirkman | Stefan Schwartz | 4/10/2015     | 6.86 triệu           |

### Phần 2
|     | Tên tập              | Biên kịch                    | Đạo diễn          | Ngày lên sóng | Lượng người xem (Mỹ) |
| --- | -------------------- | ---------------------------- | ----------------- | ------------- | -------------------- |
| 1.  | Monster              | Dave Erickson                | Adam Davidson     | 10/4/2016     | 6.67 triệu           |
| 2.  | We All Fall Down     | Kate Barnow Brett C. Leonard | Adam Davidson     | 17/4/2016     | 5.58 triệu           |
| 3.  | Ouroboros            | Alan Page                    | Stefan Schwartz   | 24/4/2016     | 4.73 triệu           |
| 4.  | Blood In The Streets | Kate Erickson                | Michael Uppendahl | 1/5/2016      | 4.8 triệu            |
| 5.  | Captive              | Carla Ching                  | Craig Zisk        | 8/5/2016      | 4.41 triệu           |
| 6.  | Sicut Cervus         | Brian Buckner                | Kate Dennis       | 15/5/2016     | 4.49 triệu           |
| 7.  | Shiva                | David Wiener                 | Andrew Bernstein  | 22/5/2016     | 4.39 triệu           |
| 8.  | Grotesque            | Kate Barnow                  | Daniel Sackheim   | 21/8/2016     | 3.86 triệu           |
| 9.  | Los Muertos          | Alan Page                    | Deborah Chow      | 28/8/2016     | 3.66 triệu           |
| 10. | Do Not Disturb       | Lauren Signorino             | Michael McDonough | 4/9/2016      | 2.99 triệu           |
| 11. | Pablo & Jessica      | Kate Erickson                | Uta Briesewitz    | 11/9/2016     | 3.4 triệu            |
| 12. | Pillar Of Salt       | Carla Ching                  | Gerardo Naranjo   | 18/9/2016     | 3.62 triệu           |
| 13. | Date Of Death        | Brian Buckner                | Christoph Schrewe | 25/9/2016     | 3.49 triệu           |
| 14. | Wrath                | Kate Barnow                  | Stefan Schwartz   | 2/10/2016     | 3.67 triệu           |
| 15. | North                | Dave Erickson                | Andrew Bernstein  | 2/10/2016     | 3.05 triệu           |

### Phần 3
|     | Tên tập                             | Biên kịch                     | Đạo diễn          | Ngày lên sóng | Lượng người xem (Mỹ) |
| --- | ----------------------------------- | ----------------------------- | ----------------- | ------------- | -------------------- |
| 1.  | Eye Of The Beholder                 | Dave Erickson                 | Andrew Bernstein  | 4/6/2017      | 3.11 triệu           |
| 2.  | The New Frontier                    | Mark Richard                  | Stefan Schwartz   | 4/6/2017      | 2.7 triệu            |
| 3.  | TEOTWAWKI                           | Ryan Scott                    | Deborah Chow      | 11/6/2017     | 2.5 triệu            |
| 4.  | 100                                 | Alan Page                     | Alex Garcia Lopez | 18/6/2017     | 2.4 triệu            |
| 5.  | Burning In Water, Drowning In Flame | Suzanne Heathcote             | Daniel Stamm      | 25/6/2017     | 2.5 triệu            |
| 6.  | Red Dirt                            | Wes Brown                     | Courtney Hunt     | 2/7/2017      | 2.19 triệu           |
| 7.  | The Unveiling                       | Mark Richard                  | Jeremy Webb       | 9/7/2017      | 2.62 triệu           |
| 8.  | Children Of Wrath                   | Jami O'Brien                  | Andrew Bernstein  | 9/7/2017      | 2.4 triệu            |
| 9.  | Minotaur                            | Dave Erickson Mike Zunic      | Stefan Schwartz   | 10/9/2017     | 2.14 triệu           |
| 10. | The Diviner                         | Ryan Scott                    | Paco Cabezas      | 10/9/2017     | 2.14 triệu           |
| 11. | La Serpiente                        | Mark Richard Lauren Signorino | Josef Wladyka     | 17/9/2017     | 1.99 triệu           |
| 12. | Brother's Keeper                    | Wes Brown                     | Alrick Riley      | 24/9/2017     | 2.08 triệu           |
| 13. | This Land Is Your Land              | Suzanne Heathcote             | Meera Menon       | 1/10/2017     | 2.36 triệu           |
| 14. | El Matadero                         | Alan Page                     | Stefan Schwartz   | 8/10/2017     | 2.23 triệu           |
| 15. | Things Bad Begun                    | Jami O'Brien                  | Andrew Bernstein  | 15/10/2017    | 2.23 triệu           |
| 16. | Sleigh Ride                         | Dave Erickson Mark Richard    | Andrew Bernstein  | 15/10/2017    | 2.23 triệu           |

## Ngoại truyện
Ngày 28/9/2013, AMC thông báo về việc phát hành một bộ webisode có tên Flight 462. Bộ webisode này sẽ bao gồm 16 tập nhỏ với mỗi tập có thời lượng không quá 2 phút. Vào mỗi Chủ Nhật bắt đầu từ ngày 4/10/2015, từng phần sẽ được AMC phát hành trên mạng, đồng thời được phát sóng trên kênh AMC vào giờ nghỉ quảng cáo của mỗi tập phim trong Phần 6 của The Walking Dead.
Flight 462 lấy bối cảnh trên một chuyến bay dân dụng khi dịch bệnh mới bùng phát. Trên chuyến bay này, các hành khách sẽ phải trải qua một tâm trạng đầy hoang mang khi lần đầu gặp và đối phó với sự hiện diện của xác sống. Webisode này được viết kịch bản bởi Lauren Signorino cùng Mike Zunic và được đạo diễn bởi Michael McDonough. Đặc biệt hơn nữa, một số nhân vật sống sót sau chuyến bay đã xuất hiện trong Phần 2 của Fear The Walking Dead. Điều này đánh dấu lần đầu tiên AMC sử dụng một webisode để giới thiệu nhân vật mới sẽ xuất hiện trong phim.
Sau thành công của Flight 462, một webisode khác tên Passage tiếp tục được thực hiện để quảng bá cho Phần 3 của Fear The Walking Dead. Tương tự như Flight 462, Passage bao gồm 16 tập nhỏ với thời lượng mỗi tập không quá 2 phút, được phát hành hàng tuần song song với lịch phát sóng của mỗi tập phim trong Phần 7 của The Walking Dead. Với kịch bản một lần nữa được chấp bút bởi Lauren Signorino và Mike Zunic, webisode này kể về câu chuyện của hai cô gái tên Sierra và Gabi đi tìm nơi ở an toàn khi đang ở gần biên giới Mỹ-Mexico vào khoảng thời gian không lâu sau khi dịch bệnh bùng phát.

## Dàn diễn viên
| - Kim Dickens vai Madison Clark - Cliff Curtis vai Travis Manawa - Frank Dillane vai Nicholas Clark - Alycia Debnam-Carey vai Alicia Clark - Elizabeth Rodriguez vai Elizabeth Ortiz - Mercedes Mason vai Ofelia Salazar - Lorenzo James Henrie vai Christopher James Manawa - Rubén Blades vai Daniel Salazar - Colman Domingo vai Victor Strand - Michelle Ang vai Alex - Danay Garcia vai Luciana Galvez - Daniel Sharman vai Troy Otto - Sam Underwood vai Jeremiah Otto Jr. - Dayton Callie vai Jeremiah Otto Sr. - Lisandra Tena vai Lola Guerrero | - Maestro Harrell vai Matt Sale - Scott Lawrence vai Art Costa - Lynn Chen vai Y tá bệnh viện Temple Community - Keith Powers vai Calvin - Lincoln A. Castellanos vai Tobias - Leon Thomas vai Russell - Patricia Reyes Spíndola vai Griselda Salazar - Shawn Hatosy vai Andrew Adams - Sandrine Holt vai Bethany Exnere - Jamie McShane vai Trung úy Moyers - David Warshofsky vai George Geary - Catherine Dent vai Melissa Geary - Jake Austin Walker vai Seth Geary - Jeremiah & Maverick Clayton vai Harry Geary - Aria Lyric Leabu vai Willa Geary - Brendan Meyer vai Jake Powell - Dan Donohue vai Michael - Daniel Zovatto vai Jack Kipling - Jesse McCartney vai Reed - Veronica Diaz vai Vida - Marlene Forté vai Celia Flores - Dougray Scott vai Thomas Abigail - Arturo Del Puerto vai Luis Flores - Mark Kelly vai Connor - Lexi Johnson vai Gloria - Paul Calderon vai Alejandro Nuñez - Alejandro Edda vai Marco Rodriguez - Karen Bethzabe vai Elena Reyes - Ramses Jimenez vai Hector Reyes - Schuyler Fisk vai Jessica Diaz - Andres Londono vai Oscar Diaz - Raul Casso vai Andrés Diaz - David Grant Wright vai Charles Stowe - Brenda Strong vai Ilene Stowe - Kelly Blatz vai Brandon Luke - Kenny Wormald vai Derek - Israel Broussard vai James McCallister - Ashley Zukerman vai William - Ruben Carbajal vai Antonio Reyes - Noel Fisher vai Willy - Michael William Freeman vai Blake Sarno - Ross McCall vai Steven - Lindsay Pulsipher vai Charlene Daley - Rae Gray vai Gretchen Trimbol - Jason Manuel Olazábal vai Dante Esquivel - Emma Caulfield vai Tracy Otto - Jesse Borrego vai Efraín Morales - Ricardo J. Chacon vai J.C. - Michael Greyeyes vai Qaletaqa Walker - Justin Rain vai Lee - Kalani Queypo vai Klah Jackson - Linda Gehringer vai Christine - Edwina Findley vai Diana - Miguel Pérez vai El Matarife - James Le Gros vai Eddie - Ray McKinnon vai Kiểm sát John | - B. J. Clinkscales vai Sĩ quan Henderson - (Không rõ) vai Brandon - Andrea Savo vai Joanna Cruz - Noah Beggs vai Peter Dawson - (Không rõ) vai Mr. Cruz - (Không rõ) vai Gladys Cruz - (Không rõ) vai Sĩ quan Gonzales - Cici Lau vai Susan Tran - Jim Lau vai Patrick Tran - Jared Abrahamson vai Hạ sĩ Cole - Shane Dean vai Binh nhất Richards - Bobby Naderi vai Trung sĩ Castro - Luis Javier vai Hector Ramirez - Gabriela Zimmerman vai Cynthia Ramirez - Alison Araya vai Maria Thompson - John Stewart vai Douglas Thompson - Khaira Ledeyo vai Hodges - Toby Levins vai Melvin Allen - Tammy Nera vai Kimberly - Maxwell Yip vai Binh nhất Shih - Emy Aneke vai Hạ sĩ Johnson - Artine Brown vai Binh nhất Jones - (Không rõ) vai Binh nhất Willimas - Jonathan Goldstein vai Alan - Gary Kraus vai Ian - Regen Wilson vai Tom - Sarah McCreanor vai Breannah - Josh Wingate vai Ben - (Không rõ) vai Miguel - Alex Perazza vai Chỉ huy Vazquez - Diana Lein vai Sofia - Moisses Arath Leyva vai Juan - Ramón Medína vai Jorge - Sebastiàn Cano vai Daniel Salazar hồi nhỏ - Edgar Wuotto vai Gael - Alfredo Herrera vai Francisco - Aquiles Medellín vai Alonso Herrera - Julio Pedrero vai Oliviero - Gustavo Pastrana vai Elias Suarez - Denitza Garcia vai Ana - Maria Antonieta Zapien Romero vai Laura - Cuauhtli Jiménez vai Reynaldo - Alfonso Jarquin vai Ramiro - Dominic Bogart vai Joseph - Worth Howe vai Russell Brown - Heather Wynters vai Martha Brown - Ariadnali De La Peña Zepeda vai Ava - Tyler Sanders vai Jeremiah Otto Jr. hồi nhỏ - Jackson Robert Scott vai Troy Otto hồi nhỏ - Sarah Benoit vai Pat Daley - Hugo Armstrong vai Vernon Trimbol - Philip Fallon vai Terrance Shafford - Luke Spencer Roberts vai Gabe Dille - Marshall Fox vai Geoff - Justin Deeley vai Mike Trimbol - Matt Lasky vai Cooper - Nathan Sutton vai Jimmie - Ricardo Moreno Villa vai Everardo - Itza Sodi vai Pablito - Rodrigo Del Villar Casas vai Othón - Ila Marie Alvarez Kamena vai Erin Twomey - Jenny Schmidt vai Mrs. Twomey - Rocky McMurray vai Phil McCarthy - Ericka Kreutz vai Kathy Trimbol - Jake B. Miller vai Dax Daley - David Agranov vai Valery Stepanovich Vashchenko (Giọng nói) - (Không rõ) vai John Hogan - Keyko Duran vai Maria Lu - Hal Havins vai Bob - Cal Bartlett vai Stan - (Không rõ) vai Johnny - Travis Johns vai Rico |